# نادي الحسين الرياضي للسيدات (الأردن)
نادي الحسين الرياضي للسيدات هو نادي كرة قدم نسائي أردني مقره في إربد، الأردن. إنه الشق النسائي لنادي الحسين، ويشارك حاليًا في الدوري الأردني للسيدات للمحترفات، وهو المستوى الأعلى لكرة القدم الأردنية.
صغد النادي مؤخرًا إلى الدوري الأردني للسيدات لعام 2024م، بعد فوزه بدوري الدرجة الأولى الأردني للسيدات لعام 2023م في الموسم السابق. 

## تاريخ
تم إطلاق شطر الحسين للسيدات خلال موسم بطولة دوري السيدات البرتقالي 2016-2017م .  وقد أنهوا الموسم في قاع الجدول، دون أي انتصارات وفارق أهداف -10.  وأوضح الرئيس الفخري للنادي ورجل الأعمال نور الدين المحاميد أن النادي يحتاج إلى إعادة هيكلة كاملة، بما في ذلك فرع السيدات.  استفاد النادي بشكل كبير من بطولة كأس العالم للسيدات تحت 17 سنة 2016م، التي أقيمت في الأردن، حيث تمكنت من المساعدة في إصلاح بنية النادي التحتية. 
في عام 2020م، كان فريق الحسين تحت 16 عامًا يطمح إلى الفوز بدوري الشباب،  حيث تم إقصاؤهم بشكل مثير للجدل في الدور نصف النهائي من المسابقة أمام نادي شباب الأردن،  وذلك بعد احتلالهم المركز الأول خلال الموسم العادي. 
وفي 27 نوفمبر 2023م، توج نادي الحسين بطلاً لدوري الدرجة الأولى الأردني للسيدات لعام 2023م، وبالتالي صعوده إلى الدوري الأردني للسيدات المحترفات. 
ثم شارك فريق الحسين في موسم 2024م. وفي الخامس من شهر أغسطس 2024م، توقفت لاعبات نادي الحسين عن التدريبات؛ بسبب تأخر صرف رواتبهن عن الشهر السابق. ويعتقد المراقبون أن الاتحاد الأردني لكرة القدم تأخر في تسليم مستحقات الأندية، بسبب مشاركة فريق كرة قدم في معسكر تدريبي في تركيا في الشهر السابق.  وفي 11 سبتمبر 2024م، شهد فريق الحسين خسارة كبيرة بنتيجة 8-0 أمام نادي سيدات الاتحاد بطل الدوري. 

## الفريق الحالي
آخر تحديث 18 سبتمبر 2024
. 

ملاحظة: تشير الأعلام إلى المنتخب الوطني على النحو المحدد في قواعد الأهلية للفيفا. قد يحمل اللاعبون أكثر من جنسية واحدة غير تابعة للفيفا.
| الرقم | البلد  | المركز | اللاعب         |
| ----- | ------ | ------ | -------------- |
|       | الأردن |        | آسيل الخواجة   |
|       | الأردن |        | تسنيم البدوي   |
|       | الأردن |        | تولين شويات    |
|       | الأردن | حارس   | ديانا الجولاني |
|       | الأردن |        | رانيا سلامة    |
|       | الأردن |        | رحمة أبزاخ     |
|       | الأردن |        | رهف الرشيدات   |
|       | الأردن |        | زينب عبيدات    |
|       | الأردن |        | سحر سائد       |
|       | الأردن |        | شالوت الأبيض   |

| الرقم | البلد  | المركز | اللاعب        |
| ----- | ------ | ------ | ------------- |
|       | الأردن |        | عزيزة الحايك  |
|       | الأردن |        | فرح العيدة    |
|       | الأردن |        | فيروز ايهاب   |
|       | الأردن | حارس   | لجين عليدي    |
|       | الأردن |        | ليان المومني  |
|       | الأردن |        | لين المومني   |
|       | الأردن |        | مروة مطالقة   |
|       | الأردن |        | ملاك الرشيدات |
|       | الأردن |        | ملاك موسى     |
|       | الأردن |        | يمنى أبوذياب  |

## روابط خارجية
- jfa.jo - نادي الحسين الرياضي